# Späte Liebe
Späte Liebe ist ein deutsches Filmmelodram aus dem Jahre 1942 von Gustav Ucicky mit dem Ehepaar Paula Wessely und Attila Hörbiger in den Hauptrollen und Fred Liewehr, Inge List und Erik Frey in tragenden Rollen.
In einer aus Vernunftgründen geschlossenen Ehe findet ein Paar erst nach etlichen Umwegen in „später Liebe“ doch noch zueinander. 

## Handlung
Die verarmte Adelige Sophie von Angerspang hat ein großes Problem. Ihre jüngere Schwester Steffi ist schwer lungenkrank und benötigt deshalb unbedingt einen Kuraufenthalt. Nur die gute Höhenluft im schweizerischen Davos könnte helfen, doch leider kann Sophie einen solchen Aufenthalt nicht finanzieren, denn ihre Tätigkeit als Porzellanmalerin wirft einfach zu wenig ab. Daher entscheidet sie sich, den schon seit langem um sie werbenden Fabrikanten August Polzer zu heiraten. Sophie verheimlicht ihm auch nicht den tieferen Grund, warum sie seine Werbung nun doch annimmt. August ist auch unter diesen Umständen bereit, Sophie zu ehelichen, denn insgeheim hofft er inständig, dass aus dieser Zweck- und Vernunftehe irgendwann einmal Liebe erwächst. Während Steffi nun in Davos zu gesunden versucht, erfährt Sophie von ihrem frisch Angetrauten einiges, was sie nicht geahnt hatte. In seinem Kleinstadtumfeld scheint man den mächtigen Webereibesitzer zu hassen, da man ihm seinen Erfolg, der auf harter Arbeit beruht, missgönnt und darüber hinaus auch noch glaubt, er habe seine erste Gattin auf dem Gewissen. Martha Polzer war nur ein halbes Jahr mit August verheiratet, doch genügte diese kurze Zeit, um ihn ständig nach Strich und Faden zu betrügen. Nach einem von vielen heftigen Streitigkeiten zwischen den Eheleuten erschoss sie sich selbst. Seitdem nennt man Polzer in der Stadt hinter vorgehaltener Hand einen Mörder.
Sophie muss erkennen, dass das Leben ihren Gatten August hart und unerbittlich gemacht hat. Er ist zwar glücklich, sie, den Feingeist, an seiner Seite zu wissen, wird aber von Mal zu Mal ungeduldiger, weil sie ihm nicht diejenigen Gefühle zurückgibt, die er in sie investiert. So versucht Polzer immer häufiger, ihre Liebe zu erzwingen. Nach einem erneut heftigen Streit packt Sophie ihre Koffer, sie will ihren ungehobelten Ehemann verlassen. Als sie gerade auf dem Sprung ist, werden zwei Offiziere im Polzer’schen Haushalt einquartiert, die beiden jungen Adeligen Franz von Pioletti und Egon von Lammersbach. Besonders Franz hat es Sophie angetan: Er kommt wie Sophie aus Wien und ist ebenso feingeistig veranlagt wie die Porzellanmalerin. Dank eines Telegramms weiß August, dass Steffi den Kuraufenthalt in Davos beendet hat und nach Paris umgezogen ist. Um die Gründe dafür herauszubekommen, reist August in die französische Hauptstadt. Er will seine Frau nicht beunruhigen und sagt Sophie daher nichts von dem Trip. August findet Steffi in einem ziemlich miserablen Zustand vor. Ihr Geliebter François Berthier, den sie in Davos kennengelernt hatte, hat sie in Paris, nachdem er Steffi geschwängert hatte, sitzengelassen. August kennt eine Radikalkur, die schon einst in seiner Familie daheim bei gesundheitlichen Problemen stets geholfen hatte: Er wendet an Steffis Körper quasi eine Schocktherapie an, indem er diesen wechselseitig mit sehr heißem und dann wieder mit eiskaltem Wasser abreibt, wobei er sich die Hände verbrüht. Am nächsten Morgen zeigt sich der Erfolg: Steffi, deren Überleben der behandelnde Paris Arzt ausgeschlossen hatte, geht es – der Prognose des Arztes widersprechend – besser.
August Polzer reist wieder heim, um seiner Frau die gute Nachricht von der Genesung ihrer Schwester zu überbringen. Doch Sophie, die nichts von Steffis äußerst kritischem Gesundheitszustand ahnte, hat sich derweil mit Franz von Pioletti angefreundet und zieht ernsthaft in Erwägung, mit ihm fortzugehen und eine gemeinsame Zukunft zu beginnen. Dies will sie August nach seiner Rückkehr auch sagen. Sophie sieht seine von kochend heißem Brühwasser verletzten Hände und erfährt die Geschichte, die dahintersteckt. Jetzt endlich wird ihr klar, welch weicher Kern hinter der rauen Schale des bislang ungeliebten Gatten steckt. Als Franz wieder abberufen wird und ins Feld ziehen muss, erklärt Sophie ihm in einem Abschiedsbrief die Beweggründe, weshalb sie bei ihrem Mann bleiben werde. Für August ist es ein spätes Glück, eine späte Liebe, die sich nun doch noch erfüllt, da sie endlich auch in Sophie für ihn erwacht ist.

## Produktion

### Produktionsnotizen
Die Dreharbeiten zu Späte Liebe, produziert von der Wien-Film GmbH, begannen am 27. Juli 1942, gedreht wurde in den Wiener Rosenhügel-Ateliers. Die Produktionskosten beliefen sich auf etwa 1.606.000 RM, damit war Späte Liebe ein überdurchschnittlich teurer Film. 
Herstellungsgruppenleiter Heinz-Joachim Ewert und Hans Somborn übernahmen auch die Herstellungsleitung. Werner Schlichting gestaltete die Filmbauten. Hill Reihs-Gromes und Alfred Kunz zeichneten für die Kostüme verantwortlich. Herbert Janeczka sorgte für den Ton, Sepp Ketterer assistierte Chefkameramann Hans Schneeberger. Filmeditor Rudolf Schaad wirte auch als Ucickys Regieassistent.

### Veröffentlichung
Der Film wurde am 16. Februar 1943 in Wien uraufgeführt. Am 14. Mai 1943 erfolgte die Berliner Premiere. In den Niederlanden startete der Film unter dem Titel Intermezzo am 28. Mai 1943 in Amsterdam. In Schweden war er unter dem Titel Sen gryning ab dem 9. August 1943 in den Kinos, in Finnland unter dem Titel Myöhäinen lempi ab dem 22. August 1943 und in Dänemark unter dem Titel Sen kærlighed ab dem 19. November 1943. Veröffentlicht wurde der Film zudem in Belgien unter dem flämischen Titel Late liefde, in Griechenland unter dem Titel Fotia kato ap’ ti stahti, in Ungarn unter dem Titel Érted… und in Italien unter dem Titel Non ti lascio più. Der englische Titel lautet Late Love. 
Alive gab Späte Liebe am 19. Februar 2016 innerhalb der Reihe „Juwelen der Filmgeschichte“ auf DVD heraus.

## Rezeption

### Kritiken
Im „Lexikon des Internationalen Films“ heißt es: „Kleinstädtisches Ehedrama aus der Zeit der Jahrhundertwende. Gefühlskitsch für die Kriegstage, an dem einzig die Schauspieler noch beeindrucken können.“

„Auf „vergangene“ Stilmittel, auf eine romantische Art, Liebe zu schildern, griff auch der Film „Späte Liebe“ zurück. (…) Das fertige Drehbuch mußte nahezu umgeschrieben werden, da von dem Reichsdramaturgen Bedenken gegen den Freitod der Frau sowie gegen den Ehebruch bestanden. (…) Der Film, insbesondere die Darstellungskunst der Haupthelden, wurde zum Muster bei der Ausbildung von Nachwuchsschauspielern.“

Der Buchautor und Kritiker Karlheinz Wendtland führte aus: „Zwei Menschen auf einer nur selten erreichbaren Höhe der Darstellung: Paula Wessely und Attila Hörbiger. […] Der Film hat eine Reihe beglückender Szenen; er ist ein künstlerisches Erlebnis.“

### Auszeichnung
Der Film erhielt das staatliche Prädikat „künstlerisch wertvoll“.